# Bally (Pennsylvanie)
Pour les articles homonymes, voir Bally.
Bally, auparavant baptisé Goshenhoppen, est un borough situé à l'est du comté de Berks, en Pennsylvanie, aux États-Unis,. En 2010, il comptait une population de 1 090 habitants. Il est incorporé en 1912.

## Démographie
Lors du recensement de 2010, le borough comptait une population de 1 090 habitants. Elle est estimée, le 1er juillet 2019, à 130 habitants.

### Source de la traduction
- (en) Cet article est partiellement ou en totalité issu de l’article de Wikipédia en anglais intitulé « Bally, Pennsylvania » (voir la liste des auteurs).